# Praso
Praso (Pras in dialetto locale) è una frazione di 352 abitanti del comune di Valdaone, nella provincia di Trento. Fino al 31 dicembre 2014 ha costituito un comune autonomo.

## Storia

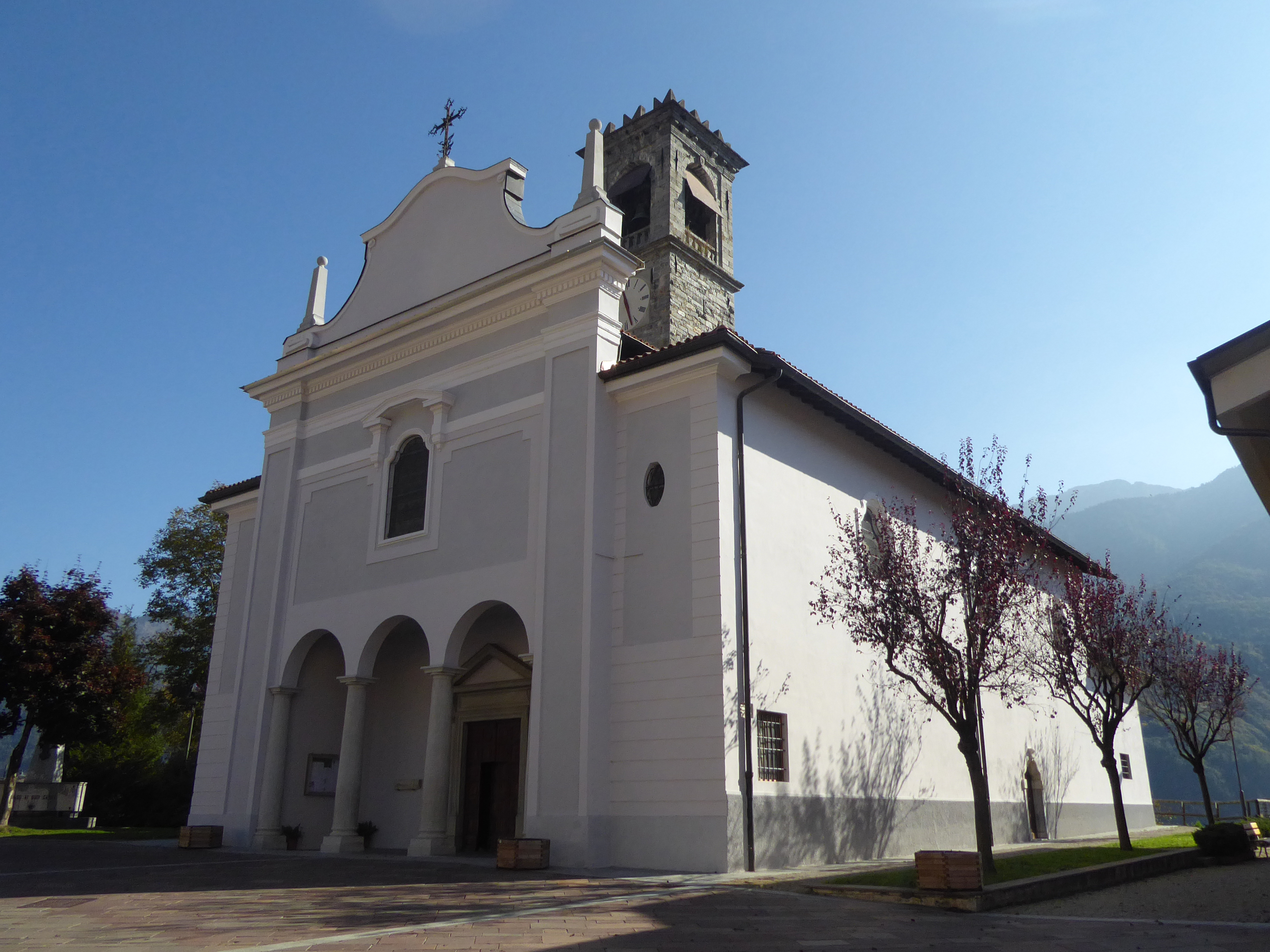
La chiesa di San Pietro

### Simboli

Vecchio stemma comunale

Lo stemma e il gonfalone del comune di Praso erano stati approvati con D.G.P. del 31 maggio 1990 n. 6149.
Stemma
Gonfalone

## Monumenti e luoghi d'interesse
- Chiesa di San Pietro
- Forte Corno, fortezza austro-ungarica della prima guerra mondiale che all'epoca faceva parte dello sbarramento di Lardaro

## Società

### Evoluzione demografica
Abitanti censiti

## Amministrazione
L'ultimo sindaco di Praso fu Roberto Panelatti della lista civica eletto il 17 maggio 2010.